# 氯化鈷
氯化钴，常称氯化亚钴、二氯化钴或氯化鈷(II)，化学式为CoCl2；無水的氯化鈷呈藍色，它的水合物很多，常见者为粉紅色的六水合氯化鈷CoCl2·6H2O；無水物具吸濕性，水合物具潮解性。
固态六水物中，四个水分子是配位水，兩個水分子是結晶水，即[CoCl2(H2O)4]·2H2O。水合物溶於水和乙醇。
在歐盟的「關於化學品註冊、評估、許可和限制法案」（REACH）中，已將氯化钴列為高度關注物質(SVHC)。

## 制备
无水氯化钴可由钴与氯气反应制备：
Co(s)  +  Cl2(g)  →  CoCl2(s)
水合氯化钴则可通过氧化钴(II)或碳酸钴与盐酸反应制取：
CoO + 2HCl → CoCl2 + H2O
CoCO3 + 2HCl → CoCl2 + CO2 + H2O

## 反应
六水物和無水物都是弱路易斯酸，可以形成配合物。這些配合物多為正四面體或正八面體結構。
CoCl2·6H2O  +  4 C5H5N  →  CoCl2(C5H5N)4  +  6 H2O
CoCl2·6H2O  +  2 P(C6H5)3  →  CoCl2{P(C6H5)3}2  +  6 H2O
CoCl2  +  2 [(C2H5)4N]Cl  → [(C2H5)4N)]2[CoCl4]
钴(II)与氨的配合物在氧气存在下，很容易被氧化成钴(III)的配合物：
4 CoCl2·6H2O  +  4 NH4Cl  +   20 NH3  +  O2  →  4 [Co(NH3)6]Cl3  +  26 H2O
它和N,N-二甲基甲酰胺与水在140 °C进行水热反应，可以转化为甲酸盐Co(HCOO)3[NH2(CH3)2]。

## 應用
- 红色六水物CoCl2·6H2O可用作水的顯示劑。
- 无水氯化亞鈷試紙在干燥时为蓝色，潮湿时转为粉红色。
- 在硅胶中渗入一定量的氯化钴，可借以指示硅胶的吸湿程度；当它由蓝色变为红色时，表明吸水已达到饱和。将红色硅胶在120°C烘干，待恢复蓝色后仍可使用。
- 氯化钴通常用作实验室试剂和制取其他钴化合物的原料。
- 氯化钴可用于化学模拟低氧[5]及治疗再生障碍性贫血[6]。